# Bürgerstiftung Berlin
Die Bürgerstiftung Berlin ist eine 1999 zivilgesellschaftlich gegründete gemeinnützige und parteienunabhängige Stiftung, die unter der Schirmherrschaft von Wolfgang Thierse steht. Sie engagiert sich im Stadtraum Berlin und entwickelt nachhaltige, inklusive, diversitätsbewusste Bildungsprojekte für Kinder, Jugendliche, Familien und Senioren in Kitas, Schulen, Familienzentren und Seniorwohnheimen. Sie fungiert auch als unbürokratische, ideengebende Plattform für Stiftende, die ihr privates Vermögen in einer eigenen Stiftung oder einem Stiftungsfonds anlegen wollen. Einer der Unterzeichner des Gründungsaufrufs war Richard von Weizsäcker, welcher auch bis 2011 im Kuratorium der Bürgerstiftung Berlin tätig war.
Hauptamtlicher Geschäftsführer der Bürgerstiftung Berlin ist Steffen Schröder.

## Projekte
Der Fokus bei den Projekten der Bürgerstiftung Berlin liegt vor allem auf dem ehrenamtlichen Engagement für Kinder und Jugendliche in Berlin.
500 Ehrenamtliche sind aktiv in den Projekten HausaufgabenHilfe, Kleebergs Kräutergärten für Berliner Schulen, LeseLust, LeseBesuch Spielen Lernen, Tomatenparade, Umwelt-Detektive, Zauberhafte Physik und das Interaktive Bilderbuchkino.
2020 wurde erstmals der Preis Buddies for Peace – Schülerpreis für friedensfähige Bildung in Berlin ausgeschrieben. Der „Buddies for Peace“-Preis zeichnet künftig alljährlich drei Projekte aus, die von Berliner Kindern maßgeblich getragen werden und die das friedliche und gewaltfreie Zusammenleben unterstützen. Neben dem Preisgeld erhält der Erstplatzierte zusätzlich einen Buddy Bären, der in der Preisträgerschule unter Anleitung eines Künstlers oder Kunstpädagogen gestaltet wird.

## Auszeichnungen
2002 erhielt die Bürgerstiftung den Geschäftsstellenpreis der Initiative Bürgerstiftungen, woraufhin 2007 der Förderpreis Aktive Bürgerschaft folgte.